# Jorge Landaburu
Jorge Horacio Landaburu (Villa Mercedes, 13 de marzo de 1920-Buenos Aires, 8 de diciembre de 1978) fue un militar argentino, que alcanzó la jerarquía de Brigadier Mayor de la Fuerza Aérea Argentina. Fue ministro de Aeronáutica durante la Presidencia de facto de Pedro Eugenio Aramburu entre el 7 de agosto de 1957 y el 1 de mayo de 1958, cuando asumió Arturo Frondizi.

## Familia
Nació en Villa Mercedes, provincia de San Luis, en el seno de una destacada familia de la mencionada provincia. Era hijo del matrimonio entre Avelina Mandaluniz y Laureano Landaburu, diputado provincial, diputado nacional y senador nacional por la provincia de San Luis y también gobernador de la misma desde 1930 a 1933. Sus hermanos fueron Laureano, María Amelia y Margarita Elena. Jorge era el menor de los hijos. Su hermano Laureano fue ministro de Justicia y del Interior durante la presidencia de facto de Pedro Eugenio Aramburu.
El brigadier mayor Landaburu estaba casado con Estela Puccio Borrás, con quien tuvo tres hijos: Adriana, Jorge Laureano y Fernando Daniel.

## Carrera
Egresó del Colegio Militar de la Nación en 1939 y posteriormente se pasó a la Fuerza Aérea Argentina, desempeñándose en diversas instituciones educativas de aquella fuerza. Fue pasado a retiro durante la presidencia de Juan Domingo Perón en 1952 y reincorporado durante la Revolución Libertadora en 1955, donde se desempeñó como director de la Escuela de Aviación Militar entre el 10 de octubre de 1955 y el 4 de agosto de 1957. Posteriormente ejerció como titular del Ministerio de Aeronáutica a partir del 7 de agosto de 1957 hasta el 1 de mayo de 1958.

### Ministro de Aeronáutica
Tras varias conspiraciones y rebeliones internas en la Fuerza Aérea Argentina, renunció el ministro de Aeronáutica, comodoro Eduardo Mc Loughlin, el 7 de agosto de 1957. Fue cesado también en su cargo el comandante en jefe de la Fuerza Aérea Argentina, brigadier general Ángel Jorge Peluffo. Ese mismo día asumió el cargo de ministro de Aeronáutica el comodoro Jorge Horacio Landaburu, quien designó como comandante en jefe de la Aeronáutica al brigadier Alfredo Juan Vedoya, ambos de tendencia liberal.
Durante su período como titular de la cartera de Aeronáutica, en Argentina se estaba preparando la transición al sistema democrático, interrumpido desde el golpe de Estado de septiembre de 1955. Luego de la asunción del presidente Arturo Frondizi, tuvo lugar una renovación en los principales cargos militares y ministeriales de las tres Fuerzas Armadas. En la aeronáutica asumió el Comando en Jefe el brigadier Miguel Moragues el día 7 de mayo de 1958, sustituyendo de esta forma al saliente comandante en jefe, brigadier general Alfredo Vedoya. Mientras el saliente ministro de Aeronáutica le dejaba su lugar al brigadier Roberto Huerta.
Tras su paso por la cartera de Aeronáutica, Jorge Landaburu fue designado por el gobierno del presidente Arturo Frondizi como embajador argentino en Japón. El presidente Frondizi lo designó en Tokio con el principal objetivo de tenerlo lo más lejos posible de Buenos Aires, porque consideraba a Landaburu un militar sumamente politizado por su activa participación en el golpe de Estado de 1955 y su posterior cargo de ministro de Aeronáutica. Ocupó dicho cargo diplomático desde mayo de 1958 hasta finales de 1963, cuando pasó a retiro.

## Secuestro y desaparición de su hija Adriana
La hija de Jorge Landaburu era militante de Juventud Universitaria Peronista de la Facultad de Filosofía y Letras de la Universidad de Buenos Aires y a causa de ello fue secuestrada y desaparecida el 7 de junio de 1976. Tanto el brigadier mayor Landaburu como su esposa solicitaron reunirse con el presidente de facto y titular del Ejército Jorge Videla, con quien Landaburu tenía una vieja amistad e incluso supieron vacacionar en familia años antes. Además, el segundo hijo de Videla —Jorge Horacio— fue novio de Adriana Landaburu. Estela, su madre, asevera que cuando le cuentan los hechos al general Videla, éste se agarró la cabeza exclamando: «¿Adrianita? ¡Qué barbaridad!». Al finalizar el encuentro se les promete a los padres que serán comunicados con el resto de los integrantes de la Junta Militar de Gobierno: el titular de la Armada —Emilio Massera— y el titular de la Fuerza Aérea —Orlando Agosti—.
Al día posterior, Jorge Landaburu y su cónyuge recibieron un llamado del almirante Massera, quien les notifica que nada sabe sobre el destino de su hija. En ese momento, la madre le consultó si había averiguado en la ESMA, a lo que el marino respondió que en dicha dependencia naval no hubo ni había detenidos en ese momento. Agosti respondió en similares términos. Posteriormente la madre se enteró de que Adriana estuvo detenida en la ESMA y que fue arrojada al mar en los vuelos de la muerte.

## Fallecimiento
El Brigadier Mayor Jorge Landaburu murió el 8 de diciembre de 1978 -a los cincuenta y ocho años- en la ciudad de Buenos Aires, tras padecer una enorme depresión al no poder encontrar respuestas sobre el paradero de su hija desaparecida.